# Timberlake, Virginia
Timberlake är en ort i Campbell County i delstaten Virginia, USA.